# دین هام
دین هام (به هلندی: Den Ham) یک منطقهٔ مسکونی در هلند است که در وسترولد واقع شده‌است.